# La Horde
La Horda (La Horde, en francés) es una película de terror francesa de 2009 escrita y dirigida por Yannick Dahan y Benjamin Rocher, protagonizada por Claude Perron, Jean-Pierre Martins, Eriq Ebouaney y Aurélien Recoing.

## Sinopsis
A raíz de la muerte de uno de sus compañeros a manos de una pandilla de narcotraficantes, un equipo de policías franceses se embarca en una misión de venganza. Tras descubrir que el narcotraficante está escondido en un edificio en ruinas en el corazón de un barrio de París asaltan el complejo de viviendas sociales con intención de atraparlo, pero la operación fracasa. Al verse descubiertos y a punto de ser ejecutados ocurre lo inimaginable: hordas de zombis invaden el edificio y obligan a policías y criminales a trabajar juntos para derrotar a los no muertos y sobrevivir.

## Personajes
- Aurore: (interpretada por Claude Perron)

- Ouessem: (interpretado por Jean-Pierre Martins)

- Adewale Markudi: (interpretado por Eriq Ebouaney)

- Jiménez: (interpretado por Aurélien Recoing)

- Bola Markudi: (interpretado por Doudou Masta)
- René: (interpretado por Yves Pignot)
- José: (interpretado por Jo Prestia)
- Tony: (interpretado por Antoine Oppenheim)

## Producción
La película se rodó en París, Francia en 2008 y se estrenó en 2009. La película se estrenó en Estados Unidos en 2010.